# Památník kanárského emigranta
Památník kanárského emigranta, španělsky Monumento al Emigrante Canario, je bronzový památník tvořící plastika. Nachází se nad útesy na vyhlídce Mirador del Emigrante na pobřeží Atlantského oceánu v obci Garachico v comarce Daute/Teno na ostrově Tenerife v provincii Santa Cruz de Tenerife na Kanárských ostrovech ve Španělsku.

## Historie a popis díla
Památník kanárského emigranta je věnován mnoha emigrantům, kteří v minulosti odešli z Kanárských ostrovů do celého světa za lepším živobytím nebo z politických důvodů. Autorem díla je španělský sochař a básník „Fernando Garcíarramos“ - Fernando García-Ramos y Fernández del Castillo (1931–2024). Abstraktní památník tvoří postava usilovně kráčejícího muže (emigranta) umístěné na zděném soklu ve tvaru kvádru. Plastika má výšku 2 m a sokl také. Muž se dívá na oceán a drží v levé ruce kufr. Na tomto kufru jsou „nalepeny“ další 4 kufry, které „táhne“ za sebou a symbolicky znamenají vzpomínky na vlast a vše co zanechal za sebou na ostrově. Tam kde má muž srdce je v hrudi výrazný oválný tvor. Symbolicky to znamená, že emigrant opouští ostrov, ale jeho „srdce“ zůstává na Kanárských ostrovech. Památník je nad útesem a postava jako by předstírala skok z útesu (skok do neznáma). Pomník je darem sdružení Chicharros Mensajeros obci Garachico a byl odhalen 3. srpna 1990.

### Nápis na soklu památníku
| „ | Monumento al Emigrante Canario Obra del escultor, Fernando Garciarramos. Iniciativa de la asocioacion "los Chicharros Mensajeros", Siendo Presidente, D. Roberto Torres del Castillo. Donado a la Villa y Puerto de Garachico. Siendo Alcalde, D. Juan Manuel de Leon Martin. Garachico 3 de Agosto de 1990 |  | “ |

## Další informace
Dílo je celoročně volně přístupné.

## Galerie

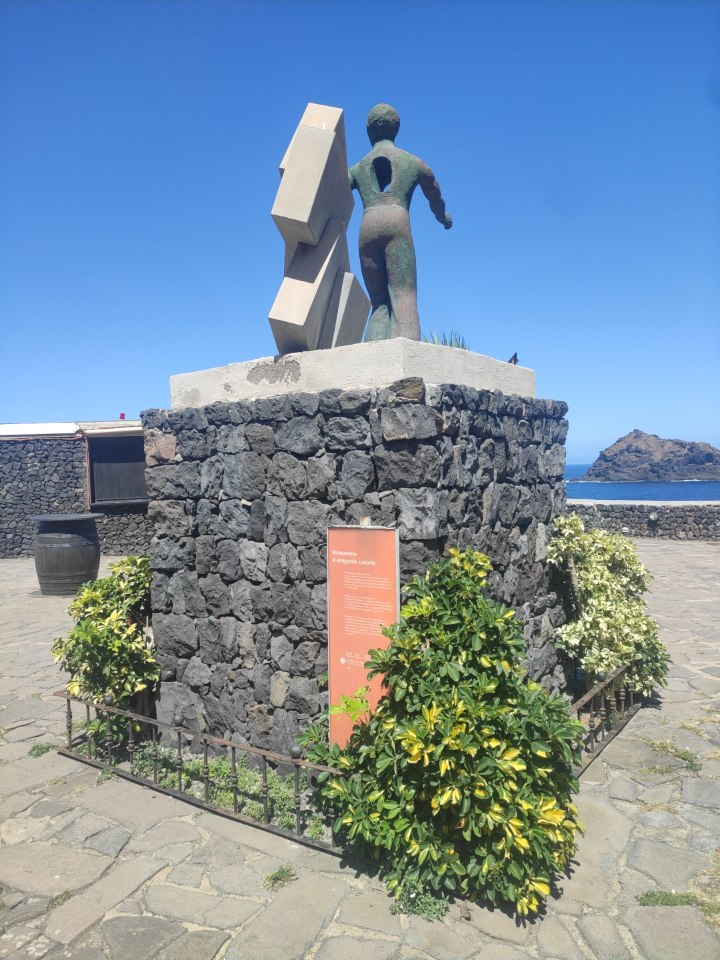
Šikmý pohled zezadu
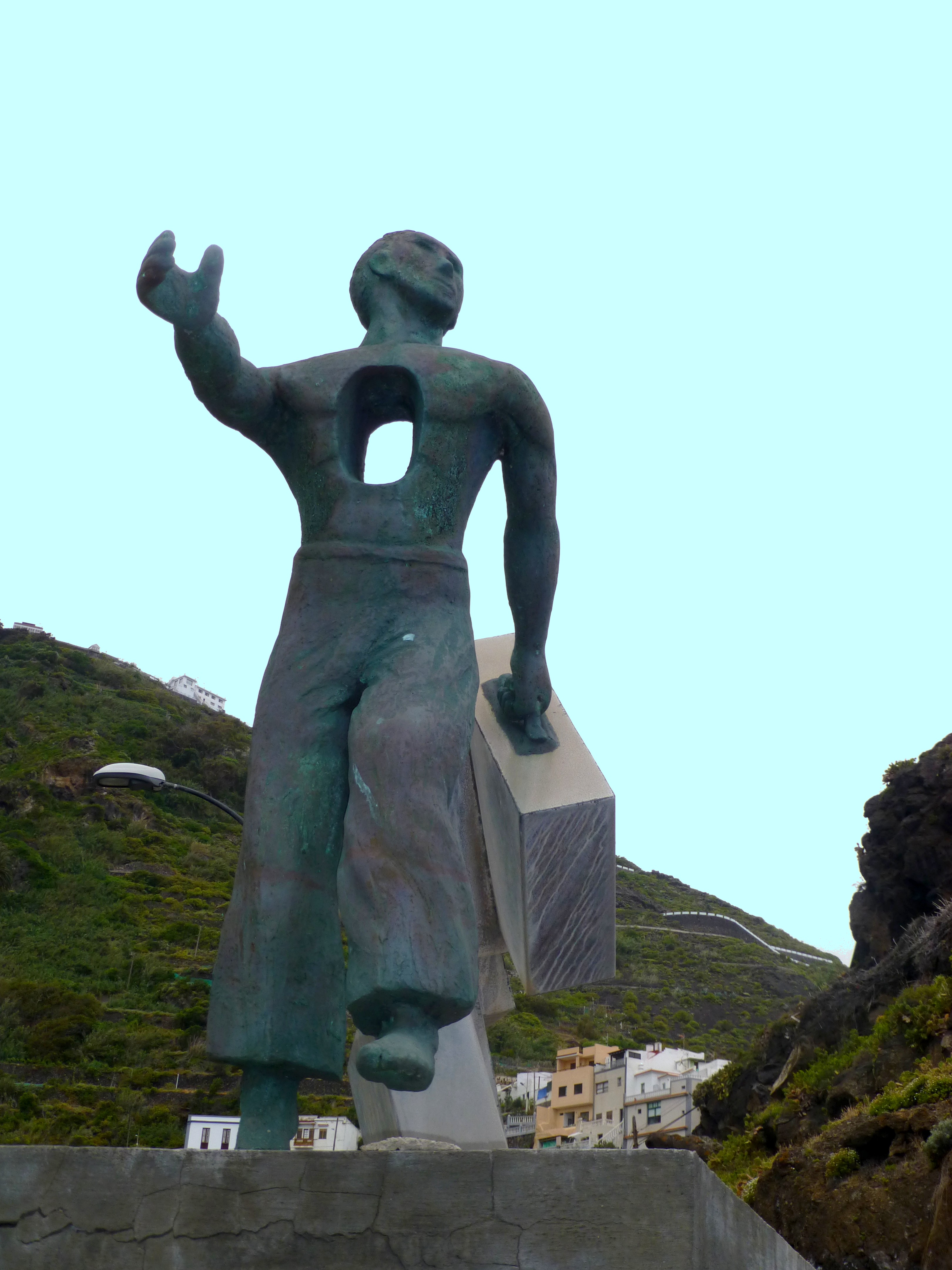
Čelní pohled na dílo
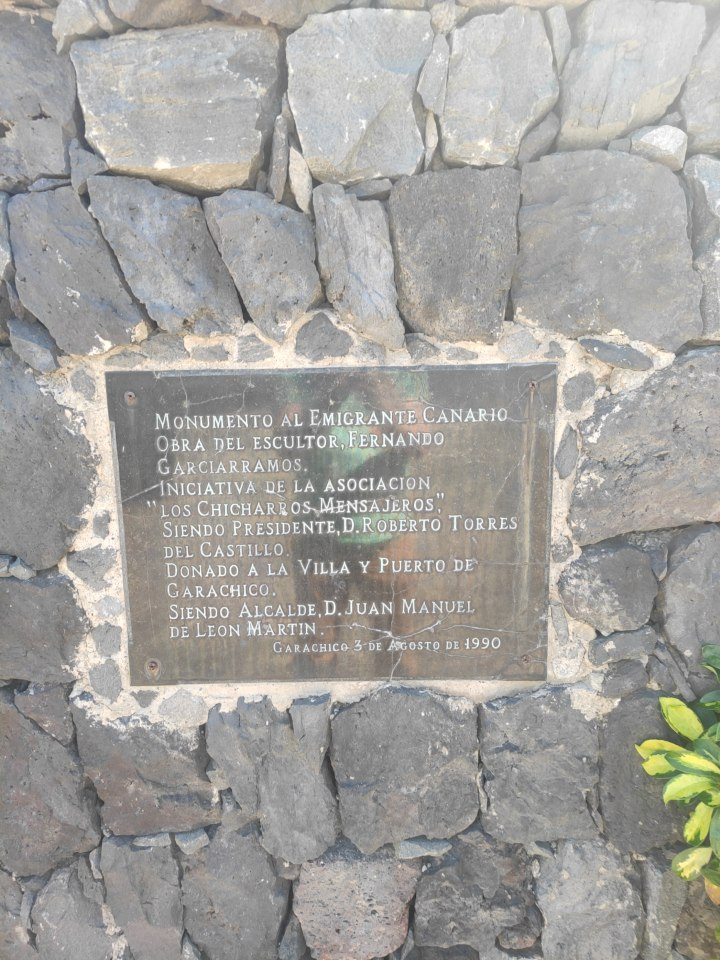
Pamětní deska na podstavci díla